# 周英雄
周英雄（1939年11月—），台灣學者，專長為比較文學。雲林縣人，國立臺灣師範大學英語系及英語研究所學士、碩士，美國夏威夷大學文學碩士、聖地牙哥加利福尼亞大學比較文學博士。曾任教於國立臺灣師範大學、香港中文大學、國立中正大學、國立交通大學。曾獲國科會傑出研究獎、財團法人傑出人才講座等獎項。

## 主要著作
- 《文學與閱讀之間》
- 《小說·歷史·心理·人物》
- 《結構主義與中國文學》
- 《現代與多元——跨學科的思考》

### 編選
- 《中西比較文學論集》（與鄭樹森、袁鶴翔合編）
- 《文化中國》（與陳其南合編）
- 《書寫台灣：文學史、後殖民、後現代》（與劉紀蕙合編）
- 《影像下的現代：電影與視覺文化》（與馮品佳合編）